# 이치전적지
이치전적지(梨峙戰蹟地)는 대한민국 전북특별자치도 완주군 운주면 산북리에 있는, 임진왜란 전적지이다. 1976년 4월 2일 전라북도의 기념물 제26호로 지정되었다.

## 개요
이치는 완주와 금산의 경계를 이루는 고개로, 선조 25년(1592) 임진왜란 때 광주목사 권율(權慄)과 동복현감 황진(黃進)이 관군 1,500명과 함께 적장 고바야카와가 이끄는 부대를 격퇴함으로써 임진왜란의 첫 승리를 장식한 전적지이다. 이치전투는 이순신의 한산도대첩, 권율의 행주대첩과 함께 임진왜란의 3대 대첩으로 손꼽히고 있다.
이른 아침부터 시작되어 해질무렵까지 계속된 치열한 전투에서 우리보다 우세한 적을 대항하여 승리로 이끌 수 있었던 것은 장수들의 성실한 진두지휘와 향토병들의 불굴의 투지, 험한 지세를 이용한 철저한 대비, 차질없이 진행된 군수품 보급에 있었다.
이치전투는 거의 같은 시기에 벌어진 웅치전투와 더불어 왜적의 기세를 꺾어 전라도 땅을 침범하지 못하게 함으로써, 정유재란(1597) 때까지 7년 동안 군량보급과 병력보충에 지대한 공헌을 했다.

## 같이 보기
- 임진왜란
- 권율
- 황진

## 참고 자료
- 이치전적지 - 국가유산청 국가유산포털